# Typ B (Straßenbahn Timișoara)
Der
- Typ B der Straßenbahn Timișoara

Timișoara: ein B-Wagen erreicht den Piața Libertății, damals noch im Linksverkehr

Timișoara: der erstgelieferte Wagen 18 vor dem Palais Lloyd

- Typ SS der Budapest–Újpest–Rákospalota Villamosvasút (BURV),
- Typ ? der Straßenbahn Debrecen und der
- Typ ? der Straßenbahn Košice

gehören zu einer Serie ehemaliger ungarischer Straßenbahn-Triebwagen. Die insgesamt 89 weitgehend identischen Wagen für die vier Städte wurden in den Jahren 1906 bis 1915 produziert, sie waren alle normalspurig. 60 Wagen stellte die Magyar Waggon- és Gépgyár (M.W.G.) aus Győr her, die restlichen 29 Wagen kamen von der Schlick Vasöntő és Gépgyár aus Budapest.

## Beschreibung
Die hier behandelten Straßenbahnwagen waren zweimotorig, die Länge über Kupplung betrug 9600 Millimeter. Der Wagenkasten war 8800 Millimeter lang, der Achsstand betrug 3600 Millimeter. Die Wagen hatten geschlossene Plattformen (wenn auch mit offenen Einstiegsbereichen), waren 2100 Millimeter breit und 10.000 Kilogramm schwer. Sie boten insgesamt jeweils 48 Personen Platz, verteilt auf 24 Sitzplätze und 24 Stehplätze. Besonders charakteristisch für diesen Typ war das dreigeteilte mittlere Stirnfenster sowie das mittlere der fünf Seitenfenster. Letzteres fiel etwas breiter aus als die übrigen vier Fenster. Ferner verfügte der Typ über ein Laternendach.

## Übersicht
Die Wagen des hier behandelten Typs wurden wie folgt produziert:
| Baujahr | Stück | Stadt     | Hersteller | Fabriknummern | Elektrische Ausrüstung                                                                           | Leistung  | Nummern |
| ------- | ----- | --------- | ---------- | ------------- | ------------------------------------------------------------------------------------------------ | --------- | ------- |
| 1906    | 6     | Timișoara | Schlick    | ?             | Österreichische Siemens-Schuckert-Werke                                                          | ?         | 18–23   |
| 1907    | 15    | Budapest  | Schlick    | ?             | Österreichische Siemens-Schuckert-Werke                                                          | ?         | 25–39   |
| 1909    | 6     | Timișoara | M.W.G.     | 14.666–14.671 | Österreichische Siemens-Schuckert-Werke                                                          | ?         | 24–29   |
| 1911    | 6     | Timișoara | M.W.G.     | 15.872–15.877 | Egyesült Villamossági és Gépgyár Budapest Vereinigte Elektrizitäts- und Maschinenfabrik Budapest | 2 × 23 PS | 30–35   |
| 1911    | 18    | Debrecen  | M.W.G.     | ?             | ?                                                                                                | 2 × 35 PS | 01–18   |
| 1912    | 6     | Debrecen  | M.W.G.     | ?             | ?                                                                                                | 2 × 35 PS | 19–24   |
| 1912    | 2     | Timișoara | Schlick    | ?             | Österreichische Siemens-Schuckert-Werke                                                          | 2 × 23 PS | 36–37   |
| 1913    | 6     | Debrecen  | M.W.G.     | ?             | ?                                                                                                | 2 × 35 PS | 25–30   |
| 1914    | 18    | Kosice    | M.W.G.     | ?             | ?                                                                                                | 2 × 33 kW | 01–18   |
| 1915    | 6     | Timișoara | Schlick    | ?             | Österreichische Siemens-Schuckert-Werke                                                          | 2 × 35 PS | 38–43   |

Hinweis: die sechs 1911 gebauten Wagen für Timișoara gingen dort erst im Jahr 1912 in Betrieb.

## Die 26 Wagen für Timișoara

Timișoara, vor dem heutigen Gara de Nord: ein B-Wagen mit einem Spiering-Beiwagen

In der heute zu Rumänien gehörenden Stadt Timișoara waren die 26 Wagen dieses Typs die zweite Generation elektrischer Straßenbahnwagen, sie wurden dort ab 1922 als Typ B bezeichnet. Die damalige Temesvári Villamos Városi Vasút beschaffte sie in fünf Lieferlosen als Ergänzung zu den ab 1899 eingesetzten einmotorigen Weitzer-Triebwagen. Im Vergleich zu Letzteren wurden die B-Wagen vor 1922 auch große Wagen genannt. Als einzige der vier Städte erhielt Timișoara Fahrzeuge von beiden Herstellern.
In Timișoara erhielt der Typ B im Anschluss an die 17 Weitzer-Triebwagen die Betriebsnummern 18 bis 43 zugeteilt. Die 26 Wagen verkehrten anfangs ausschließlich solo, nach Wiedereinführung des Anhängerbetriebs im Jahr 1909 dann auch mit Beiwagen. Vorgespannt wurden sie allen Typen, dies waren die Spiering-Wagen ab 1909, die Beiwagen 01 bis 03 ab 1914, der Typ A ab 1919, der Typ AII ab 1921, der Typ C ab 1922 und schließlich der Typ CII ab 1928.
Im Laufe der Jahre gab es beim Typ B einige Änderungen, so beispielsweise der Umbau von Rollen- auf Bügelstromabnehmer Mitte der 1920er Jahre, später die Einführung von Scherenstromabnehmern im Zuge des Modernisierungsprogramms der Jahre 1956 bis 1960. Außerdem wurde ihnen auf dem Dach wurde eine beleuchtbare Liniennummernanzeige montiert, ferner ersetzte man die dreigeteilte mittlere Frontscheibe durch eine einteilige Scheibe.
In der zweiten Hälfte der 1950er Jahre waren die B-Wagen bereits nicht mehr zeitgemäß und zudem zu klein, jedoch konnte man noch nicht auf sie verzichten. Deshalb begann die Straßenbahngesellschaft ab 1958 damit, sie mit neuen stählernen Wagenkästen auszurüsten. Dies kam einem Neubau gleich, auf die vorhandenen Fahrgestelle wurde ein vollständig neuer Wagenkasten aufgesetzt. So entstand zunächst aus 19 B-Wagen die neue Baureihe Pionier T.4 und T.5, anschließend aus fünf weiteren der Typ T1-62:
| 1958: | Wagen 18, 19, 22, 24, 25 und 26 zu Pionier umgebaut | ab 1964 neue Nummern 144, 145, 146, 131, 132 und 133 |
| 1959: | Wagen 23, 31, 32, 40, 41 und 42 zu Pionier umgebaut | ab 1964 neue Nummern 134, 136, 135, 151, 152 und 148 |
| 1960: | Wagen 20, 21, 34 und 35 zu Pionier umgebaut         | ab 1964 neue Nummern 137, 138, 141 und 142           |
| 1961: | Wagen 33, 39 und 43 zu Pionier umgebaut             | ab 1964 neue Nummern 139, 140 und 154                |
| 1963: | Wagen 27, 30 und 38 zu T1-62 umgebaut               | ab 1964 neue Nummern 74, 75 und 73                   |
| 1964: | Wagen 28 und 29 zu T1-62 umgebaut                   | neue Nummern 76 und 78                               |

Darüber hinaus wurden aber auch C- und CII-Beiwagen sowie D- und DII-Triebwagen entsprechend rekonstruiert. Lediglich die beiden B-Wagen 36 und 37 blieben vom Umbauprogramm ausgenommen, sie wurden ab 1966 als Arbeitswagen verwendet und erhielten hierzu die neuen Betriebsnummern 3 und 4 zugeteilt. Ab den frühen 1970er Jahren bezeichnete die Gesellschaft sie schließlich als V.S.3 und V.S.4, die Abkürzung V.S. stand dabei für vagon de serviciu – das heißt Dienstwagen. Sie diente der Abgrenzung zu den 1972 beziehungsweise 1973 gebauten Timiș-2-Beiwagen 3 und 4. Beide Arbeitswagen wurden schließlich in der zweiten Hälfte der 1970er Jahre ausgemustert und später verschrottet, so dass – auch im umgebauten Zustand – keiner der 26 B-Wagen aus Timișoara erhalten blieb.

## Die 15 Wagen für Budapest
Für 15 Wagen für die Budapest–Újpest–Rákospalota Villamosvasút trugen die Betriebsnummern 9100 bis 9114 und wurden in Anlehnung an Siemens-Schuckert als Hersteller der elektrischen Ausrüstung als Typ SS bezeichnet. Von diesen Fahrzeugen blieb keines erhalten.

## Die 30 Wagen für Debrecen
Auch von den 30 nach Debrecen gelieferten Triebwagen, sie trugen dort die Betriebsnummern 1 bis 30, blieb keiner erhalten.

## Die 18 Wagen für Košice
10 der 18 an die Kassai Villamos Közúti Vasút gelieferten Fahrzeuge – die Wagen 1, 3, 4, 6, 9, 11, 14, 15, 17 und 18 – wurden im November 1944 durch die ungarische Armee beschlagnahmt und nach Budapest gebracht, wo man sie auf Reihenbestuhlung und Kobelverglasung umbaute. Von dort aus gelangten sie 1951 schließlich zur Straßenbahn Miskolc, wo sie unter den neuen Nummern 90 bis 99 in den Bestand eingereiht wurden. Zwei Wagen dieser Serie existieren noch heute. Wagen 1 (Fabriknummer 18367, später Miskolc 94) stand von 1976 bis 2004 im Technischen Museum Brünn, er gehört heute dem Slowakischen Technischen Museum und ist auf dem Gelände des Luftfahrtmuseums am Flughafen Košice abgestellt. Wagen 4 (Miskolc 97) steht als Gartenlaube in Miskolc.